# Сувенир
Сувенирите са предмети, които се изработват с идеята да илюстрират историята, бита и характеристиките на различни селища и държави.
Използват се за украса (включително лична) - амулети, гердани, висулки, етнобижутерия, за външния вид на човек, за дома, работното място, както и за спомен от пребиваването на определено място.
Могат да бъдат изработени от керамика, дървесина, минерали, камъни, кожа, метал, стъкло и други материали.
За сувенир се смятат и предмети от всякакво друго естество (пощенски и други картички с изгледи и пр.), закупени от определен туристически район или свързани с него, които да напомнят това място.